# Gobernanza climática

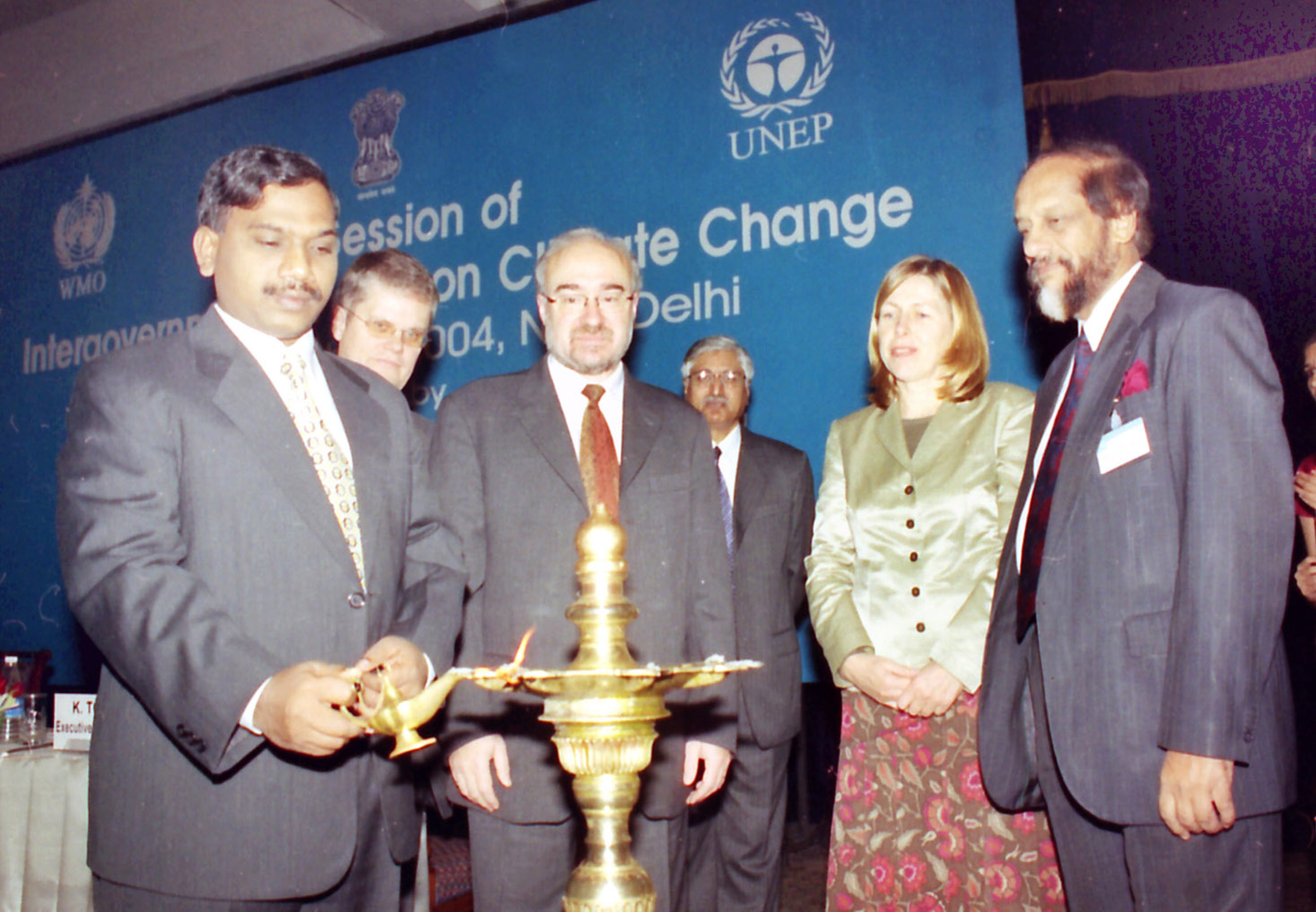
El ministro de Medio Ambiente y Bosques de la India inaugura la vigesimosegunda sesión plenaria del Grupo Intergubernamental de Expertos sobre el Cambio Climático (IPCC por sus siglas en inglés). El IPCC es un organismo que forma parte de la gobernanza climática mundial.

En ecología política y política ambiental, la gobernanza climática se entiende como la diplomacia, los mecanismos y las medidas de respuesta «destinadas a orientar los sistemas sociales hacia la prevención, mitigación o adaptación a los riesgos que plantea el cambio climático».En esa línea, este concepto describe la manera en que las sociedades definen sus objetivos y prioridades, e implementan y supervisan acciones para hacerse cargo de las causas y consecuencias de esta crisis.
Existe una amplia gama de tradiciones de ciencias políticas y sociales que se dedican a concebir y analizar la gobernanza climática en diferentes niveles y ámbitos, entre las que se incluye la política comparada, la economía política y la gobernanza multinivel, por lo que llegar a una interpretación definitiva de este concepto resulta complejo.
La gobernanza climática es planteada como un elemento esencial para enfrentar el cambio climático, el cual ya genera pérdidas de miles de millones de dólares, y plantea el riesgo de un colapso civilizatorio.  Hasta el momento, la construcción de mecanismos colectivos eficaces para regular los impactos de la acción humana en el sistema climático no se han conseguido por lo fuertes intereses en contra, pese a que el Grupo Intergubernamental de Expertos sobre el Cambio Climático (IPCC por sus siglas en inglés) ha advertido que existe una ventana de oportunidad estrecha para mantener el aumento de la temperatura mundial en niveles seguros.
En la primera década del siglo XXI, surgió una paradoja entre una mayor conciencia sobre las causas y consecuencias del cambio climático y una creciente preocupación sobre lo difícil que resulta abordar el problema por las cuestiones que lo rodean. Inicialmente, el cambio climático se trató como una cuestión planetaria y la gobernanza climática buscó abordarlo internacionalmente. Se llegó así a acuerdos ambientales multilaterales, el primero de los cuales fue la Convención Marco de las Naciones Unidas sobre el Cambio Climático (CMNUCC) en 1992.
Con la excepción del Protocolo de Kioto, los acuerdos internacionales habían sido en gran medida ineficaces para lograr reducciones de emisiones de gases de efecto invernadero (GEI) legalmente vinculantes. Con el fin del primer período de compromiso del Protocolo de Kioto en 2012, entre 2013 y 2015 no existió un régimen climático global jurídicamente vinculante. Esta inercia en el escenario político internacional contribuyó a narrativas políticas alternativas que exigían enfoques más flexibles, rentables y participativos para abordar los múltiples problemas del cambio climático.Estas narrativas se relacionan con la creciente diversidad de métodos que se están desarrollando e implementando en el campo de la gobernanza climática.
En 2015 se firmó el Acuerdo de París, que es un tratado internacional jurídicamente vinculante sobre el cambio climático. Su objetivo es limitar el calentamiento mundial a «muy por debajo de 2», y preferiblemente 1,5 grados Celsius por encima de los niveles preindustriales. Para lograr este objetivo, los firmantes acuerdan alcanzar el máximo de emisiones de gases de efecto invernadero lo antes posible, y seguidamente empezar a reducirlas, para lograr la neutralidad de carbono a mediados de siglo. Compromete a todas las naciones del mundo a lograr un «equilibrio entre fuentes y sumideros de gases de efecto invernadero en la segunda mitad de este siglo».
El Acuerdo de París marcó una nueva era para las políticas mundiales de energía y clima. Bajo su marco, cada país presenta su propia Contribución Determinada a Nivel Nacional (NDC por sus siglas en inglés) en función de su situación particular. Aunque el Acuerdo de París es jurídicamente vinculante, como extensión de la CMNUCC, las NDC no lo son. Esto se debió a que un tratado jurídicamente vinculante habría requerido la ratificación del Senado de los Estados Unidos, que no lo apoyó.
A nivel internacional, la gobernanza climática internacional se organiza sobre 3 pilares: mitigación del cambio climático, adaptación al cambio climático y medios de implementación. Debajo de cada pilar hay muchas cuestiones y políticas que ilustran las diversas formas en que el cambio climático afecta a la sociedad.

## Cronología de los principales hitos en gobernanza climática
| Año  | Evento |
| ---- | --- |
| 1979 | Primera Conferencia Mundial sobre el Clima, Organizada por la Organización Meteorológica Mundial. |
| 1988 | Fundación del Grupo Intergubernamental de Expertos sobre el Cambio Climático (IPCC por sus siglas en inglés). |
| 1990 | 1) El primer informe del IPCC dice que el mundo se ha estado calentando y es probable que se produzca un calentamiento futuro. 2) Segunda Conferencia Mundial sobre el Clima. |
| 1992 | Creación de la Convención Marco de las Naciones Unidas sobre el Cambio Climático (CMNUCC), firmada por 154 naciones en la Conferencia de Río. |
| 1993 | Lanzamiento del programa Ciudades para la Protección del Clima de Gobiernos Locales por la Sostenibilidad. |
| 1995 | El segundo informe del IPCC detecta una "firma" de calentamiento por efecto invernadero causado por el hombre y declara que es probable que se produzca un calentamiento grave en el próximo siglo. |
| 1997 | 1) Se firma el Protocolo de Kioto. Este obliga a 38 países industrializados a reducir las emisiones de Gases de Efecto Invernadero en un promedio de 5,2 % por debajo de los niveles de 1990 entre 2008 y 2012. 2) Lanzamiento de la Iniciativa de Reporte Glocal o Global Reporting Initiative, la cual incluye la divulgación de emisiones de GEI.                                                   |
| 2001 | 1) Publicación del tercer Informe de Evaluación del IPCC, el cual da cuenta de nuevas pruebas de que el calentamiento global observado en los últimos 50 años es atribuible a actividades humanas, por lo que citado como referencia del consenso científico. Describe las consecuencias del cambio climático ante distintos escenarios. 2) Estados Unidos anuncia su retirada del Protocolo de Kioto. |
| 2002 | 1) Acuerdo de la Asociación de las Naciones de Asia Sudoriental (ASEAN) sobre la contaminación transfronteriza por neblina. 2) La Comunidad Económica Europea (CEE), antecesora de la Unión Europea, (UE) aprueba el Protocolo de Kioto, comprometiendo a sus Estados miembros a una reducción del 5 % en las emisiones antropogénicas de GEI.                                                         |
| 2005 | 1) Entra en vigor el Protocolo de Kioto, firmado por todas las principales naciones industriales excepto EE. UU. 2) Se funda el Grupo de Liderazgo Climático de Grandes Ciudades, también conocido como Ciudades C40 (originalmente, Ciudades C20). |
| 2007 | 1) El cuarto informe del IPCC advierte que los efectos graves del calentamiento se han hecho evidentes. 2) Fundación de la Iniciativa Climática Occidental, o WCI, iniciado por estados/provincias de América del Norte para la mitigación del cambio climático causado por el calentamiento global, independientemente de sus gobiernos nacionales..                                                  |
| 2009 | 1) Acuerdo de Copenhague redactado en el 15º período de sesiones de la conferencia de las Partes. A diferencia del Protocolo de Kioto, el acuerdo no es jurídicamente vinculante, si no que es voluntario. 2) Tercera Conferencia Mundial sobre el Clima (CMC-3) |
| 2012 | El Protocolo de Kioto deja de ser jurídicamente vinculante, pero su continuación es respaldada por el Acuerdo de Copenhague |
| 2015 | Se firma el Acuerdo de París, tratado jurídicamente vinculante que establece medidas para la reducción de GEI. Su objetivo es mantener el aumento de la temperatura global promedio por debajo de los 2 °C por encima de los niveles preindustriales, y perseguir esfuerzos por limitar el aumento a 1.5 °C.                                                                                           |
| 2017 | Se lanza Powering Past Coal Alliance, que compromete a los Estados miembros a eliminar gradualmente el uso de carbón para generar electricidad. |
| 2021 | Se firma el Pacto Climático de Glasgow, que compromete a todas las naciones a "reducir gradualmente" el uso de carbón. El número de países que se comprometieron a alcanzar el cero neto (otra forma de denominar la neutralidad de carbono) aumentó a 140, incluido el 90 % de las emisiones actuales.                                                                                                |

## Antecedentes
El desarrollo de la gobernanza climática se remonta, en primer lugar, a la diplomacia climática entre actores interestatales y, en segundo lugar, al desarrollo de redes transnacionales y actores no estatales. La cronología anterior destaca puntos clave a lo largo de este proceso. 
El momento en que se empieza a crear una gobernanza climática mundial es difícil de precisar, sin embargo un punto definitivo en su historia es la creación de la Convención Marco de las Naciones Unidas sobre el Cambio Climático (CMNUCC) en 1992 durante la Cumbre de la Tierra en Río de Janeiro. Este ha sido denominado «el primer gran hito en la historia de la diplomacia climática». La conferencia reunió naciones de todo el mundo y buscó emular el éxito diplomático del Protocolo de Montreal en la eliminación gradual de las sustancias químicas que dañan la capa de ozono.
A medida que la gobernanza climática ha seguido desarrollándose en el escenario internacional, varias redes transnacionales de actores públicos y público-privados han tratado de llevar a cabo sus objetivos dentro de su propio ámbito, por ejemplo el Grupo de Liderazgo Climático C40, el Pacto Global de Ciudades sobre el Clima (también conocido como el Pacto de la Ciudad de México), y el Programa Ciudades por la Protección del Clima (CCPP por sus siglas en inglés). 
La Cumbre de la Tierra de Río de Janeiro (UNFCED por sus siglas en inglés) de 1992 fue un desencadenante de este proceso. Las redes regionales y locales existentes adoptaron sus objetivos de reducción de emisiones y comenzaron a considerar cómo podrían alcanzarse a nivel local. Un ejemplo es ICLEI – Gobiernos Locales por la Sostenibilidad, que adoptó la Convención Marco de las Naciones Unidas sobre el Cambio Climático (CMNUCC) como parte de su compromiso de vincular la acción local con los objetivos acordados internacionalmente.
Bajo el paraguas de objetivos climáticos acordados internacionalmente, también se han desarrollado métodos innovadores de gobernanza climática que buscan reducir las emisiones utilizando mecanismos basados en el mercado, por ejemplo el mecanismo de 'límites y comercio'. Otras redes transnacionales incluyen la Powering Past Coal Alliance, cuyo objetivo es eliminar gradualmente el uso de carbón para generar electricidad, y la Under2 Coalition, cuyo objetivo es fomentar acciones para reducir las emisiones a nivel subnacional.
Por lo tanto, aunque el proceso de elaboración y cumplimiento de tratados internacionales continúa desempeñando un papel clave en la lucha contra el cambio climático, ahora existe como parte de un conjunto más amplio de iniciativas públicas y privadas de gobernanza climática que operan a múltiples escalas.

## División Norte-Sur
La división Norte-Sur es una división socioeconómica y política entre los países desarrollados (no necesariamente todos en el hemisferio norte) y los países en desarrollo. Aplicada a la gobernanza climática, separa a los países del denominado Norte Global—con emisiones históricas desproporcionadamente altas— de los del Sur Global, que han emitido considerablemente menos.  Esta realidad es el principal fundamento del principio de "responsabilidades comunes pero diferenciadas" en la CMNUCC, a través del cual se reconoce que todos los estados tienen responsabilidades en la lucha contra el cambio climático, pero que no todos tienen las mismas obligaciones debido a la disparidad en la contribución a la crisis.
La división Norte-Sur también se ha utilizado para resaltar las diferencias en la vulnerabilidad al cambio climático, donde el Sur se considera más vulnerable debido a una mayor incidencia de desastres naturales, infraestructura menos desarrollada y menor riqueza.
Esta división ha alimentado todas las cuestiones de la gobernanza climática internacional, trayendo consigo cuestiones de justicia social, equidad y justicia climática que siguen vigentes en la actualidad. Una crítica a esta división es que simplifica un panorama cada vez más complejo. En los últimos años, el comercio internacional, el libre flujo de capital y el desarrollo de algunos países tradicionalmente del Sur (por ejemplo, China e India) han redefinido las relaciones socioeconómicas y políticas mundiales. 

## Perspectiva
La gobernanza climática ha sido identificada como de múltiples escalas, múltiples actores y profundamente imbricada en la infraestructura urbana y la infraestructura blanda:
- Múltiples escalas: la gobernanza climática tiene diversos nivelesː supranacional, nacional, regional y local. Las interacciones entre estos niveles plantean importantes cuestiones sobre dónde reside el poder para luchar contra el cambio climático.[17] Las interpretaciones tradicionales de autoridad "top down" (de arriba abajo) no necesariamente se aplican en la gobernanza climática, que muestra un panorama más complejo. Las iniciativas locales pueden conectarse horizontalmente, como lo hace, por ejemplo, el Grupo de Liderazgo Climático de Grandes Ciudades (C40), mientras que algunos intereses nacionales pueden introducirse en los acuerdos internacionales.[20]
- Múltiples actores: los actores que participan en las decisiones climáticas incluyen al sector público, el sector privado, los gobiernos locales, el pambito académico y la sociedad civil.[21] Los actores no estatales, como por ejemplo, las organizaciones ambientalistas, desempeñan papeles fundamentales en la conformación de las posiciones de los gobiernos nacionales en los acuerdos climáticos, como sucedió con la CMUNCC o con el Protocolo de Kioto.[20]Hasta finales de la década de los 90, su influencia se consideraba "latente", externa a las áreas de gobernanza habitual. Más recientemente se ha reconsiderado su influencia, pues los actores privados ofrecen mecanismos que buscan gestionar el cambio climático.[20]
- Imbricación: la participación de actores no estatales en la gobernanza climática es un reflejo parcial de cómo están económica y socialmente imbricados los procesos que producen emisiones de gases de efecto invernadero (producción de energía, transporte, agricultura, entre otros). [17][20] Según los compromisos del Acuerdo de París, las emisiones que causan el cambio climático deben reducirse a cero neto para 2050, no obstante, en 2022 ascendieron a 40.600 millones de toneladas.[22] Por si esto fuera poco, las decisiones en otros campos como comercio, seguridad energética y empleo influyen en los esfuerzos de los gobiernos para luchar contra el cambio climático antropogénico.[20]

## Papel de la ciencia
En 1856, la ciencia fue la primera en advertir de la posibilidad de que la quema de combustibles fósiles provocara un aumento de la temperatura media de la Tierra, y ha estado advirtiendo constantemente de este aumento según se iba produciendo
Además, ha desarrollado tecnologías que generan energía sin emisiones (turbinas eólicas, placas solares) y ha formulado recomendaciones terminantes para reducir o acabar con ellas. Por ejemplo, avances recientes en la investigación del ciclo del carbono, la teledetección y la contabilidad del carbono han revelado que la deforestación tropical representa el 15 % de las emisiones globales de dióxido de carbono. Como resultado, se ha convertido en una preocupación de la gobernanza climática. Antes de su cuantificación, la deforestación tropical había sido expresamente excluida del Protocolo de Kioto.
Pese a que los aportes de la ciencia han sido múltiples, la traducción de los hallazgos científicos en políticas eficaces de lucha contra el cambio climático sigue siendo difícil, ya que estas políticas perjudican intereses muy poderosos.

## Participación de la comunidad
La participación de la comunidad desempeña un papel importante en la gobernanza climática por 2 motivos. En primer lugar, cuando la gobernanza climática requiere cambios de comportamiento, es necesario educar a la gente para lograrlos, por ejemplo, reducir los viajes en automóvil. Cuando esto tiene éxito, ofrece la posibilidad de que las comunidades se autogobiernen en aspectos climáticos. En segundo lugar, la participación comunitaria eficaz garantiza que las políticas de gobernanza climática sean relevantes para las comunidades en las que se pretenden aplicar. Esto requiere un proceso de "aprendizaje de abajo hacia arriba" (bottom up), a medida que las ideas se transmiten del nivel local al nacional. Este enfoque ha sido identificado como el marco normativo de las "organizaciones de aprendizaje" y es popular dentro de las organizaciones ecologistas que buscan fomentar el desarrollo de base 

## Gobernanza climática basada en el mercado
En la historia de la gobernanza climática se ha visto un énfasis cada vez mayor en las soluciones basadas en el mercado. Se trata de un avance que complementa, en lugar de reemplazar, la regulación tradicional de "mando y control", es decir, se establece una normativa, por ejemplo de reducción de emisiones, y se controla su cumplimiento. La decisión de favorecer los mecanismos de mercado se ha defendido alegando mayor eficacia y menor coste (se han utilizado para el comercio de derechos de emisión, pero han fracasado, porque las emisiones siguen aumentando). También ha influido el crecimiento de la popularidad del neoliberalismo en las últimas dos décadas. Asimismo, existen mecanismos de autorregulación en algunas industrias (por ejemplo, la Asociación mundial para la reducción del quemado en antorcha de gas natural y de las emisiones de metano).
Significativamente, el Protocolo de Kioto ofrece a los países participantes 3 mecanismos basados en el mercado como medios para cumplir sus objetivos vinculantes de reducción de emisionesː el comercio de derechos de emisión (conocido como "mercado de carbono"), el mecanismo de desarrollo limpio  y la implementación conjunta. Estos mecanismos han sido catalogados como elementos de gobernanza climática basados en el mercado. El mercado de carbono (expresión con la que se denomina el mercado de emisiones de gases de efecto invernadero) teóricamente permite que las emisiones en un lugar se intercambien con reducciones de emisiones en otro. Se basa en técnicas de medición, seguimiento y verificación de emisiones.
El mayor ejemplo práctico de mercado de carbono hasta la fecha es el de la Unión Europea (EU-ETS). Se trata de un sistema multinacional de comercio de derechos de emisión. Los defensores de este mecanismo sostienen que mejora la eficiencia y reduce las emisiones de carbono donde más rentable es disminuirlas. Sus críticos alegan que hasta ahora ha permitido que las industrias participantes se beneficien del exceso de créditos de carbono que se les concedió con poco o ningún efecto sobre sus emisiones de carbono.
La opinión de los interesados en la gobernanza climática de que la acción climática era una carga costosa ha cambiado en los últimos años: según la Comisión Mundial sobre Economía y Clima, hasta el 90 % de las acciones necesarias para que la temperatura media del planeta no aumentara más de 2 °C sería compatible con los objetivos de impulsar el desarrollo nacional, el crecimiento equitativo y mejoras generalizadas de los niveles de vida. Tras este análisis de costo-beneficio residen 3 fenómenos : primero, la "reducción de costes negativos" significa que frenar las emisiones reduce los costes generales (por ejemplo, ahorra energía). En segundo lugar, las economías de escala y la innovación basada en el aprendizaje práctico conducen potencialmente a una reducción de los costes con el tiempo. En tercer lugar, los llamados "beneficios colaterales", como los experimentados por la salud gracias a una menor contaminación del aire o la mayor seguridad de los medios de vida (como la agricultura) a través de la restauración de terrenos, pueden ser beneficiosos para los países individuales.

## Redes transnacionales
Sumados a los esfuerzos de los países para coordinarse en cuestiones de gobernanza climática, los actores no estatales y los privados se están involucrando cada vez más en asociaciones paralelas de gobernanza climática a escala mundial.Estos actores incluyen ciudades, regiones, ONG y corporaciones. Su participación cada vez mayor ha llevado a los académicos a reevaluar la naturaleza del poder en la gobernanza climática, así como la relación entre la autoridad pública y la privada.
Para distinguir entre los tipos de redes de gobernanza climática que existen, es útil separar los componentes en subcategorías. Los estudios sobre gobernanza climática han distinguido entre modos de gobernanza (autogobierno, gobernar mediante habilitación, gobernar por provisión y gobernar por autoridad), tipos de actores y escala política de gobernanza.  A los efectos de esta sección, los componentes de estas redes se separan según el tipo de actores involucrados: asociaciones públicas de gobernanza climática, asociaciones de gobernanza climática público-privada y asociaciones privadas de gobernanza climática. 
Los modos de gobernanza y la escala (supranacional, nacional, regional y local) representan alternativas igualmente viables a esta categorización. Si bien ninguno de estos enfoques es definitivo (cada enfoque muestra superposiciones), se considera que definir las asociaciones según el actor participante establece una distinción más clara.

### Asociaciones públicas
- Acuerdos Multilaterales sobre el Medio Ambiente (AMUMA): los AMUMA son acuerdos internacionales que abordan los problemas ambientales más urgentes de interés mundial o regional, siendo instrumentos fundamentales de la gobernanza ambiental y del Derecho ambiental internacional.[37] Pueden adoptar la forma de declaraciones no jurídicamente vinculantes o de tratados vinculantes, así como un amplio espectro de temas tales como la protección de la atmósfera, la gestión sostenible de desechos y la protección de la atmósfera, la gestión sostenible de desechos y la protección de la biodiversidad. En gobernanza climática, entre los principales AMUMA se incluyen las convenciones marco como la Declaración de Río sobre Medio Ambiente y Desarrollo, firmada en la Convención Marco de las Naciones Unidas sobre el Cambio Climático (CMNUCC) de 1992. Hay 4 críticas principales a los AMUMA. En primer lugar, las políticas que inicialmente proponían se han visto luego debilitadas por sucesivos acuerdos a la baja entre las naciones negociadoras.[38]En segundo lugar, cuando una nación se niega a participar (como ocurrió con la retirada de Estados Unidos de Kioto), aún puede beneficiarse de las medidas adoptadas por las naciones que siguen participando.[38] En tercer lugar, los gobiernos de los países en desarrollo carecen de la capacidad para dar forma e influir en los procesos de negociación, lo que otorga a los países desarrollados un poder desproporcionado para influir en los procedimientos. [20] Y por último, el número de países involucrados en reuniones internacionales conduce inevitablemente a conflictos de intereses entre naciones que pueden dificultar el logro de acuerdos jurídicamente vinculantes.[38]
- Asociaciones mundiales y regionales de ciudades: más allá de la escala local, el éxito de la gobernanza climática urbana depende de la colaboración horizontal y vertical entre regiones y ciudades.[39] Se ha identificado que las alianzas mundiales entre ciudades y regiones son particularmente prometedoras.[40] Pueden integrarse en redes públicas no estatales, por ejemplo, la red C40, el Pacto Global de Ciudades sobre el Clima, el Programa de Ciudades para la Protección del Clima (CCPP por sus siglas en inglés) y el Consejo Internacional de Iniciativas Ambientales Locales. La Coalición Under2 (aumento menor que 2 °C) tiene como objetivo fomentar la acción entre los gobiernos subnacionales. A través de estas redes, las ciudades participantes de todo el mundo pueden adoptar medidas de mitigación y estrategias de adaptación. Una crítica a las asociaciones globales entre ciudades y regiones es que su naturaleza exclusiva limita su influencia a las ciudades y regiones participantes, lo que corre el riesgo de quitar recursos a actores urbanos y regionales menos poderosos.

### Asociaciones público-privadas
- Asociaciones tipo II: son iniciativas público-privadas entre organizaciones públicas, privadas y cívicas que son el resultado de tratados internacionales. La etiqueta tipo II sirve para diferenciarlas de las de tipo I, que son los acuerdos multilaterales que más tradicionalmente surgen de tratados internacionales. Un ejemplo de asociación de tipo II son las (aproximadamente) 300 asociaciones en las que se basó la Cumbre Mundial sobre Desarrollo Sostenible de 2002. Es necesario recalcar que estas asociaciones tipo II con finalidad climática no tienen generalmente ánimo de lucro, al contrario de la alianza público-privada habitual, en que se paga con dinero público a un actor privado con ánimo de lucro para que preste un servicio público.
- Asociaciones público-privadas de "cadena de suministro" vertical: son asociaciones que buscan implementar resultados acordados internacionalmente, como los Objetivos de Desarrollo del Milenio, a través de asociaciones de cadena de suministro. Esto se logra, en primer lugar, facilitando y coordinando la interacción entre los actores privados interesados y, en segundo lugar, mediante el compromiso constructivo entre las partes interesadas públicas y privadas en relación con el desarrollo y la ejecución de políticas, regulaciones, programas y esquemas gubernamentales.[41]Un ejemplo es la Asociación de Eficiencia Energética para Hogares en el Reino Unido.
- Abandono progresivo selectivo: Powering Past Coal Alliance es una red transnacional cuyo objetivo es acelerar el abandono progresivo del carbón (el combustible fósil que más emisiones produce por unidad de energía que proporciona; ver Intensidad de emisión) en todo el mundo.[42] Incluye actores estatales y no estatales. Redes de eliminación gradual similares incluyen la Alianza ZEV y Global Drive to Zero (hacia las cero emisiones, que es otra forma de denominar la neutralidad de carbono o neutralidad climática), cuyo objetivo es eliminar gradualmente los vehículos ligeros y pesados de combustión, respectivamente.[43] [44]Estas iniciativas se enmarcan dentro del movimiento para el abandono de los combustibles fósiles.

#### Asociaciones privadas
- Redes privadas autorreguladas: en los últimos años, las empresas transnacionales han establecido diversas asociaciones autorreguladas a través de redes privadas.[45] Estas asociaciones suelen estar coordinadas por ONG y financiadas por gobiernos. [38] Las redes existentes incluyen la  Asociación mundial para la reducción del quemado en antorcha de gas natural y de las emisiones de metano y el Proyecto de Divulgación de Carbono. Ambas evidencian la importancia de las ONG para incorporar a los actores del mercado al ámbito de la gobernanza climática. [46] Se considera que las redes privadas autorreguladas tienen el potencial de generar cambios de comportamiento que podrían conducir a una adecuada gobernanza climática mundial. [45] Sin embargo, en la actualidad estas redes siguen mayoritariamente sin estar reguladas y han sido criticadas por su falta de legitimidad, de rendición de cuentas y de transparencia. [46]

## Gobernanza adaptativa
Un enfoque relativamente nuevo para gobernar los impactos climáticos sobre los sistemas sociales es utilizar la técnica flexible de la gobernanza adaptativa, introducida por Holling en 1978,contrapuesta a los enfoques más centrados en la mitigación hasta ahora más frecuentes. La gobernanza adaptativa «se refiere a las formas en que los acuerdos institucionales evolucionan para satisfacer las necesidades y deseos de la comunidad en un entorno cambiante».
Algunos teóricos creen las sociedades pueden adaptarse al cambio climático antropogénico.Otros (los mayoritarios) creen que lo que se debe hacer es combatirlo reduciendo las emisiones a cero. Un tercer grupo incluso piensa que las actuales sociedades no conseguirán adaptarse ni combatirlo, y perecerán, como ya les ocurrió en el pasado a otras sociedades debido a cambios climáticos de origen natural. El enfoque experimental de la gobernanza adaptativa permite a las instituciones de acción climática recién creadas «experimentar con diferentes soluciones y aprender de ellas para adaptarse y transformarse». El papel de estas instituciones es formular políticas para fortalecer la resiliencia entre sistemas climáticos y sociales complejos.
Además, las instituciones fomentan la comunicación entre diferentes niveles de poder (local, regional, nacional e internacional) para gobernar los recursos, al mismo tiempo que involucran a un amplio conjunto de partes interesadas, por ejemplo, ONG y la ciudadanía. Por lo tanto, el enfoque adaptativo sigue una estrategia predominantemente "de abajo hacia arriba" (bottom up), centrándose en acciones basadas en la comunidad. En términos de cambio climático, esto proporciona una alternativa a los procedimientos "de arriba hacia abajo" (top down) del IPCC y a las negociaciones mundiales, que muchos perciben como que no tienen ningún efecto a la hora de abordar las cuestiones climáticas.
La gobernanza adaptativa se ha implementado con éxito en varias sociedades para aumentar su capacidad de adaptarse a los impactos asociados al cambio climático, como el clima extremoy la alteración de la biodiversidad de las plantas. El éxito se ha atribuido principalmente a que a través de la gobernanza adaptativa el impacto social se aborda localmente para lograr un resultado más eficazy, al mismo tiempo, permite que la comunicación fluya entre los niveles de mando bajos y altos. 
Por ejemplo, Brunner y Lynch estudiaron en 2010 cómo la comunidad de Barrow en Alaska se comunicó exitosamente con los gobiernos locales y regionales para desarrollar estrategias de adaptación para minimizar los impactos del clima extremo.

### Críticas
Han surgido varias limitaciones al aplicar la estrategia adaptativa a la gobernanza climática. En primer lugar, cuando se aplica a nivel local es evidentemente exitosa; sin embargo, algunos investigadores han encontrado problemas al aplicar dichas técnicas a gran escala. Por ejemplo, la técnica podría tener un éxito limitado al adaptarse a un problema nacional o internacional, ya que el sistema puede volverse demasiado complejo. 
Otra debilidad, destacada por la politóloga Elinor Ostrom en 2007, es que se han implementado muchos sistemas de gobernanza adaptativa para crear resiliencia a los cambios graduales, pero el cambio climático antropogénico podría causar alteraciones rápidas y desafiar así la solidez de todo el sistema de gobernanza. 
Finalmente, utilizar este enfoque experimental para un sistema tan precario e influyente como nuestro clima se ha considerado demasiado arriesgado, especialmente porque la Tierra se está acercando peligrosamente al punto de inflexión del aumento de 2 grados por encima de los niveles preindustriales. Si el experimento sale mal, podría no tener marcha atrás.

## Futuro
Algunos observadores consideraron, incorrectamente, que los compromisos básicos del Protocolo de Kioto expiraban en 2012. Más precisamente, el primer período de compromiso para las Partes del Anexo B (comúnmente conocidas como Partes del Anexo 1) del Protocolo de Kioto va de 2008 a 2012 inclusive, con un período de ajuste de la contabilidad de carbono que puede durar algún tiempo después de 2012. Las demás obligaciones de las Partes en el Protocolo de Kioto no están limitadas en el tiempo.
Si bien el Acuerdo de Copenhague respalda estos compromisos, no compromete a los países signatarios a acordar un sucesor vinculante. El futuro consenso global requerirá que los roles respectivos de los países desarrollados y en desarrollo se determinen de acuerdo con sus responsabilidades y capacidades relativas. Además, todos los países participantes deberán acordar que la arquitectura jurídica resultante es justa y, por tanto, aceptable. Una limitación clave para lograrlo es la negativa de Estados Unidos a comprometerse con negociaciones jurídicamente vinculantes. El nuevo compromiso de Estados Unidos en este campo ha sido citado como un posible "desencadenante" futuro que podría conducir a reducciones multilaterales legalmente vinculantes de las emisiones de GEI. 
Un movimiento a escala nacional también podría estimular las negociaciones multilaterales, ya que algunos países parecen dispuestos a seguir adelante con recortes de emisiones legalmente vinculantes. El 17 de mayo de 2011, el Gobierno del Reino Unido presentó el Cuarto Presupuesto de Carbono, cuyo objetivo es «establecer un objetivo ambicioso en la ley para reducir las emisiones de gases de efecto invernadero (...) y generar impulso hacia un acuerdo mundial vinculante sobre el cambio climático». 
En ausencia de un acuerdo multilateral de reducción de emisiones, la dirección futura de la gobernanza climática sigue siendo incierta. La legislación supranacional y nacional podría legislar la continuación de mecanismos de reducción de emisiones basados en el mercado, por ejemplo el EU-ETS. La creciente participación de actores no estatales en el ámbito de la gobernanza global y el crecimiento de las redes públicas y público-privadas ofrecen el potencial para que el escenario climático global se desarrolle a nivel subnacional.Los intentos recientes de "territorializar" el ciclo del carbono buscan enmarcar el cambio climático como un problema local más que mundial, rearticulando el ciclo planetario del carbono como una combinación de "sumideros" nacionales. 
Una dirección de investigación emergente se centra en las responsabilidades institucionales y la capacidad de cambio involucradas en una adecuada gobernanza climática mundial, desde una perspectiva de las organizaciones individuales implicadas, así como la capacidad de respuesta sistémica hacia las personas más afectadas por el cambio climático. 
En 2019, el Foro Económico Mundial publicó sus Principios rectores y preguntas para ayudar a los responsables de empresas a plantear la gobernanza climática a sus juntas directivas. Esto fue impulsado por el Acuerdo de París, el surgimiento de legislación relacionada con el clima, las recomendaciones del Grupo de Trabajo sobre Divulgaciones Financieras Relacionadas con el Clima (TCFD) del Consejo de Estabilidad Financiera y, más recientemente, la mayor conciencia de los impactos y riesgos físicos. detallado en el Informe especial del Panel Intergubernamental sobre Cambio Climático (IPCC) sobre Calentamiento Global. 